# Samuel Cooper (Volleyballspieler)
Samuel Cooper (* 17. Juni 2001 in Hamilton) ist ein kanadischer Volleyballspieler.

## Karriere
Cooper studierte von 2019 bis 2023 an der McMaster University und spielte in der Universitätsmannschaft Marauders. Im Sommer 2023 kam er in der kanadischen Nationalmannschaft zum Einsatz. Anschließend wechselte er zum polnischen Erstligisten Aluron CMC Warta Zawiercie. Mit dem Verein spielte er im CEV-Pokal 2023/24. 2024 wurde Cooper vom deutschen Bundesligisten Helios Grizzlys Giesen verpflichtet. Nach wenigen Spieltagen der Bundesliga-Saison 2024/25 wurde der Vertrag Ende Oktober aufgelöst.